# Кулінські
Кулінські (також – Куліненки) — український дворянський рід.
Нащадки сотника Семена Куліненка (XVII ст.), сини та онуки якого в якості полкових старшин брали участь у штурмі Перекопу (1736), облозі Очакова (1737), битві під Ставчанами (1739) та інших баталіях проти османів.

## Представники
- Куліненко Іван — козак Броварської сотні Київського полку за реєстром Війська Запорозького 1649 року[1];
- Куліненко Андрій — козак Домонтовської сотні Черкаського полку за реєстром Війська Запорозького 1649 року. Можливо, хорунжий[2];
- Куліненко Ясько — козак Іркліївської сотні Кропивнянського полку за реєстром Війська Запорозького 1649 року;
- Куліненко Семен (1650-ті — до 1726) — сотник часів Івана Самойловича або Івана Мазепи[3].
- Куліненко Іван Семенович (1676 — після 1766) — виборний можний ґрунтовний капустинський козак, представник яготинської сотенної старшини;
- Куліненко Михайло Семенович (? — до 1760) — виборний можний ґрунтовний капустинський козак, представник сотенної старшини;
- Куліненко Василь Михайлович (1713 — між 1785 і 1788) — виборний можний ґрунтовний капустинський козак, представник сотенної старшини;
- Куліненко Федір Михайлович (1717 — між 1767 і 1785) — виборний можний ґрунтовний капустинський козак, представник сотенної старшини;
- Куліненко Петро Іванович (1722 — між 1775 і 1785) — виборний можний ґрунтовний капустинський козак. Зять положаївського священника, шляхтича? Григорія Козачинського.
- Куленський Микита Петрович (1750 — після 1781) — старший канцелярист Переяславського полку (1775), канівецький сотник (1777 – 1781). Зять компанійця, наказного сотника Переяславської полкової сотні, значкового товариша Переяславського полку (1735—1759) Івана Васильовича Неверовського і його дружини Маріанни Павлівни, доньки ротмістра компанійського полку Ковбаси, родички Григорія Савича Сковороди[4];
- Кулінський Ісай Федорович (бл. 1744 — після 1803) — яготинський сотенний отаман, сотенний писар (? — 1781);
- Кулінський Йосип Васильович (1753 – 24.11.1823) — дворянин, корнет. У 1794 році мав 25 кріпаків;
- Кулінський Семен Петрович (1757 — 16.01.1804) — дворянин, корнет імператорської армії;
- Кулінський Андрій Васильович (1787 — 08.06.1825) — штабс-капітан. Помер у Нехайках;
- Кулінський Андрій Петрович (1775 — 14.05.1811) — дворянин;
- Кулінський Андрій Андрійович (03.12.1803 — ?) — дворянин;
- Кулінський Семен Семенович (21.01.1807 — ?) — дворянин, колезький реєстратор;
- Кулінський Іван Йосипович (1786 – ?) — дворянин, титулярний радник, засідатель Пирятинського нижнього земського суду (1830).
- Кулінський Прохор Йосипович (1781 – 02.03.1816) — дворянин, титулярний радник;
- Кулінський Стратон Прохорович (1807 – ?) — дворянин, губернський секретар;
- Кулінський Кузьма Андрійович (01.11.1828 — після 1874) — волосний присяжний;
- Кулінський Олексій Іванович (1814 – ?)  – дворянин;
- Кулінський Георгій Олексійович (1844 — 30.03.1917) — підполковник, спадковий дворянин, колезький радник, земський начальник м. Теплівка;
- Кулінський Василь Іванович (невідомо) — колезький реєстратор, чиновник VI розр. вищого окладу поштово-телеграфної контори Золотінського повіту[5];
- Кулінський Петро Іванович (невідомо) — столоначальник повітового поліцейського правління Переяславського повіту (1900); губернський секретар, поліцейський наглядач м. Переяслава (1900); колезький секретар, працівник станового приставу у місті Пирятин; титулярний радник, працівник станового приставу Кобеляцького повіту (1904); колезький асесор, працівник станового приставу у Полтаві (1914), помічник повітового справника Хорольського повіту[5].

## Родовід
В Рум'янцевському описі 1767 року так описується рід та двір Куліненків:
«Оние Кулиненкы ис предковъ козакы. Тотъ дворъ состоитъ издревле на мѣстѣ козачомъ доставшомся имъ Кулиненкамъ наследно по предкамъ ихь».

Повний родовід капустинський Кулінських.

У 1767 році всі Куліненки жили в одному дворі з 14 хат (Степан Васильович Куліненко жив окремо у власній хаті) і мали: 6 пустирів та городів, до 80 підсусідків, 212 орних нив на 543 дні (близ. 240 гектарів), 7 сінокосів, 400 копиць, 100 возів, 15 лісистих ділянок землі («лісів»), 4 вітряні млини і один ступний, 2 пасіки на 70 днів (близ. 30 гектарів), 6 рибних ловель, 146 голів рогатої худоби, 310 овець, 41 свиню і 77 коней.

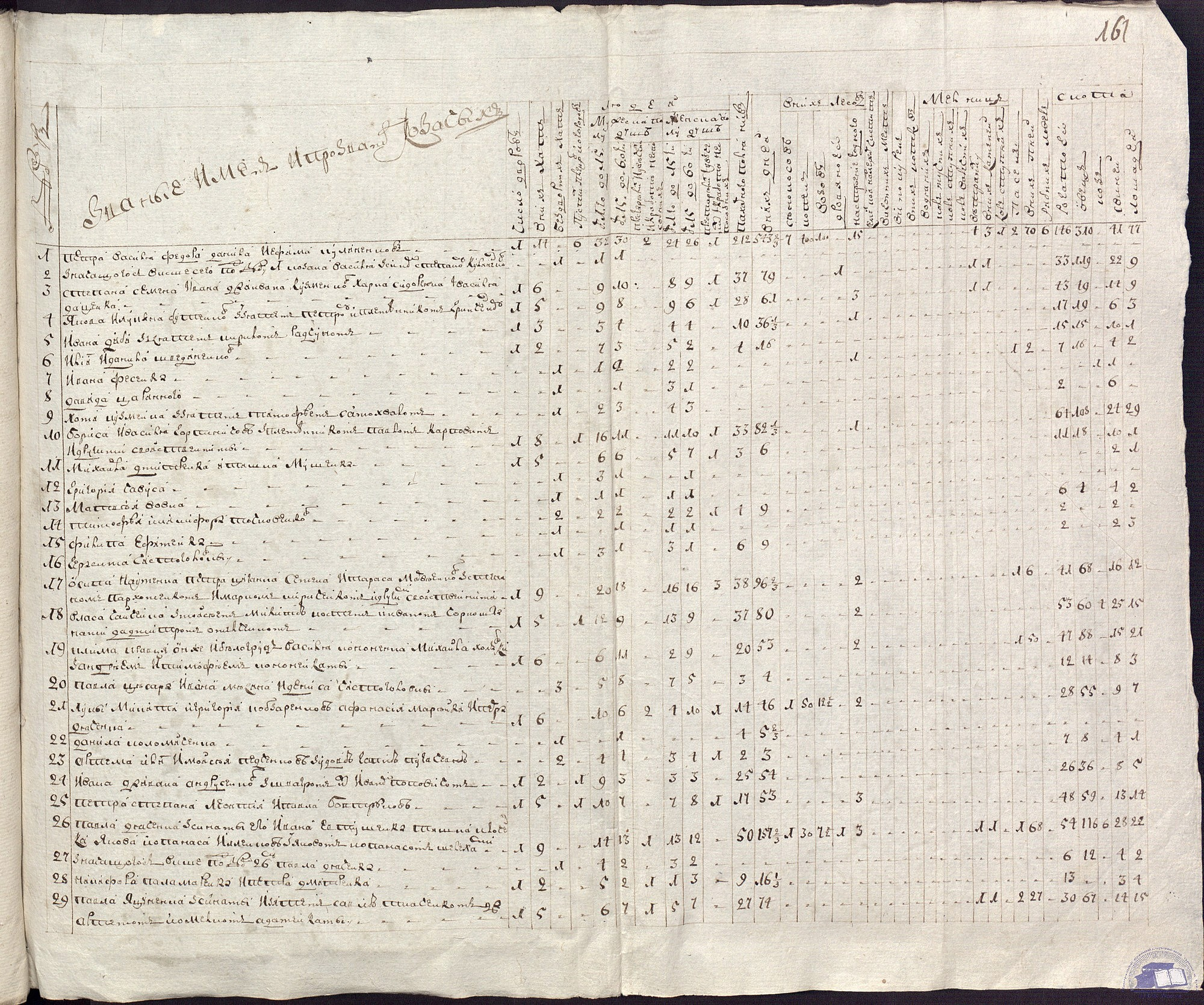
Капустинські родини зі своїм майном (під № 1 — Куліненки), Рум'янцевський опис 1766 р.

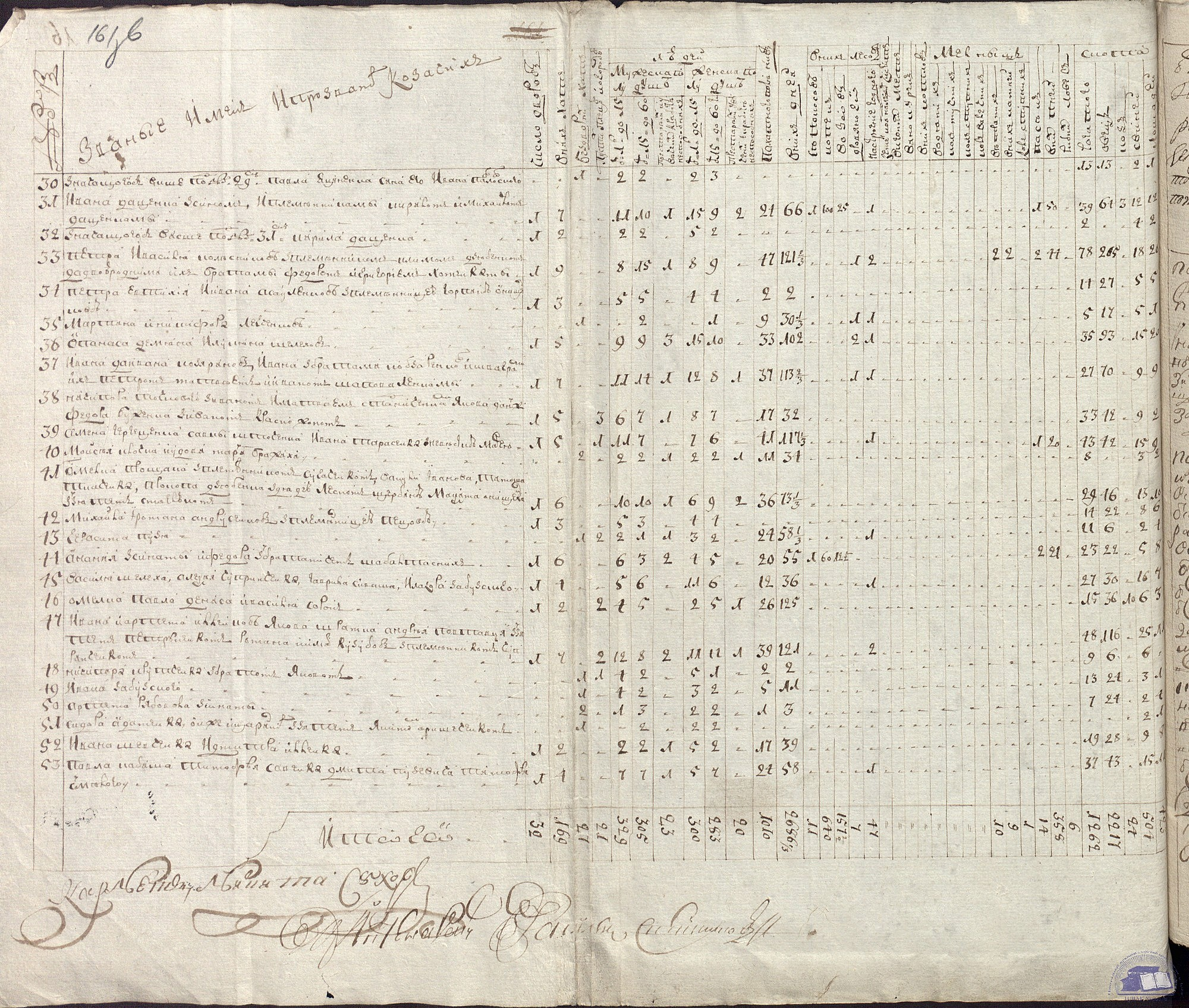

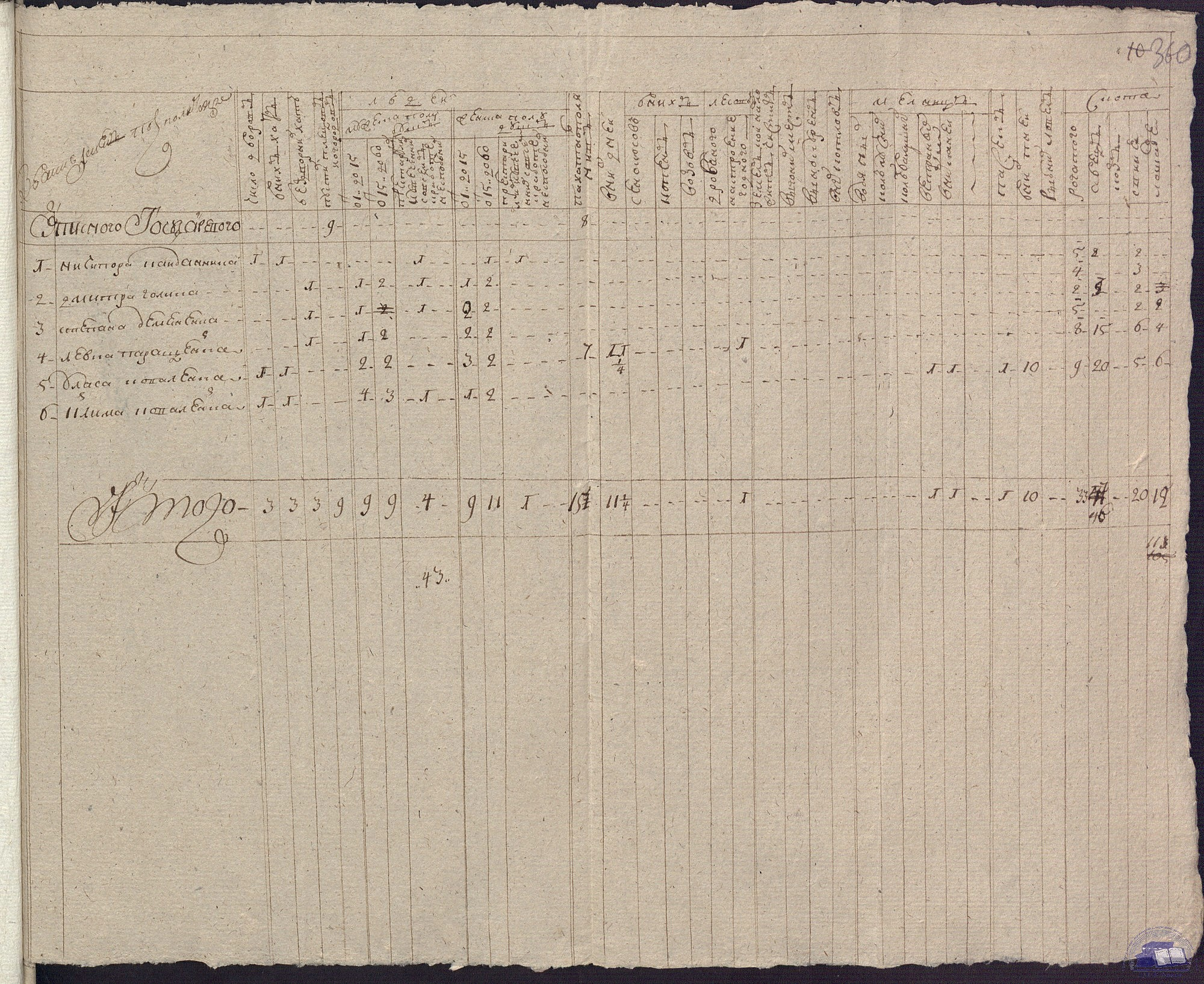